# Masayuki Uemura
Masayuki Uemura (Suginami, Imperio del Japón, 20 de junio de 1943-6 de diciembre de 2021) fue un ingeniero, productor de videojuegos y profesor japonés. Fue la persona que diseñó el Nintendo Entertainment System y el Super Nintendo Entertainment System.

## Biografía
Nació en Japón, en una casa bastante pobre en 1943. Pero debido a los bombardeos durante la Segunda Guerra Mundial, su familia tuvo que mudarse a Kioto. Su padre vendía kimonos, pero el negocio no iba demasiado bien. Debido al poco dinero que tenía la familia de Masayuki, este tenía que inventar sus propios juguetes. Por ejemplo, construía sus propios aviones a control remoto con las piezas que encontraba en los vertederos. Después de terminar la secundaria entró en el prestigioso Instituto Tecnológico de Chiba, para graduarse en Informática. Su deseo de desarrollar cosas más complicadas le llevó a estudiar para ser un técnico electrónico. Tras su graduación le contrataron en Sharp, una compañía que vendía semiconductores ópticos usados en las células solares.
Un día de 1971, los jefes de Masayuki le enviaron a preguntar a Nintendo si querían comprar semiconductores. Se citó con Yokoi y su equipo, y estos pensaron que estas células podrían ser usadas para hacer nuevos juguetes.
Tras esto, a Masayuki Uemura le comunicaron que le iban a trasladar a otra ciudad, algo a lo que Masayuki se negó, por lo que dejó su trabajo en Sharp y rápidamente fue contratado por Gunpei Yokoi y su equipo de Nintendo.
Trabajando para Nintendo, Masayuki se sentía como cuando era un niño (por eso de hacer juguetes) A Masayuki también le sorprendió que todos esos hombres tan serios hiciesen juguetes.
Masayuki y Yokoi pronto empezaron a desarrollar los juegos con la pistola de luz usando las células solares de Sharp.
Más tarde Masayuki se convirtió en el jefe del equipo de R&D2, compuesto de 65 personas.
Se retiró en 2004.